# Leptothorax faberi
Leptothorax faberi là một loài kiến thuộc họ Formicidae. Đây là loài đặc hữu của Canada.